# Distretto di Gjakova
Il distretto di Gjakova (in albanese Rajoni i Gjakovës;  in serbo Ђаковички округ?, Đakovički okrug, distretto di Đakovica), è un distretto del Kosovo, con capoluogo Gjakova

## Comuni
Il distretto si divide in quattro comuni:
- Gjakova/Đakovica
- Deçan/Dečani
- Junik
- Rahovec/Orahovac